# Touropa
A Touropa  egy 1951-ben Münchenben alapított turisztikai vállalat, ami az ezt követő években nagy befolyást szerzett a csoportos utazások területén. A Touropa elnevezést 1974–2014 között csak márkanévként használták.

## Története
Az eredeti müncheni székhelyű vállalat (Arbeitsgemeinschaft für Gesellschaftsreisen) létrehozói Carl Degener, Emil Klipfmüller a (Hapag-Lloyd munkatársai), Karl Fuss (Amtlichen Bayerischen Reisebüro (ABR) munkatársa) és F. B. Käppler (Deutschen Reisebüro munkatársa). 1951-től bizonyos átszervezéseket követően a Touropa néven ismert. A cég célja az volt, hogy megfizethető utazásokat kínáljon az átlagemberek számára. Így vált lehetővé, hogy már ebben az évben nyaralók utazhattak Ausztriába, Olaszországba és Svájcba, majd 1953-ban már Jugoszláviai utak, és Spanyolországi körutak is voltak. A Baedeker-Verlaggal összefogva kis útikönyveket jelentettek meg az egyes úti célokról.
Ebben az időben még a vonat volt a legfőbb jármű az utazók körében. Degener szorosan együttműködött az akkori Deutsche Bundesbahnnal; a közös munka eredményeként hálókocsikat hoztak létre. A technológia és a személyszállítás folyamatos fejlődése később lehetővé tette, hogy hajók és repülők segítségével Mallorcába, Kelet-Afrikába vagy akár Algériába szervezzenek utakat.
A Degener egyik további újítása az építőkocka elv szerinti nyaralásfoglalás volt, ami nem más, mint a hajóút, a tengerparti nyaralás és a körutazás kombinációja. Az 1970-es években a Touropa volt az első nagyobb szolgáltató, aki ügyfeleinek naturista utazási lehetőséget is kínált.
1968-ban a Touropa a Touristik Union International egyik alapító vállalata volt, ami a későbbi TUI AG egyik elődje. Az alapító cégek vezetését azonban majd csak 1974-ben egyesítették. Ezekután a TOUROPA-t csak márkanévként használták.
2004 óta a Touropa márkanévet a touropa.com, a TUI AG részvénytársaság és a müncheni vállalkozó, Georg Eisenreich együttműködése kezeli. Később a márkanevet a Touropa Touristik GmbH & Co. KG használta, amelyet kizárólag Jan-Peter Knaak ügyvezető igazgató képviselt.
2014. július 14-én bejelentették, hogy ez az utazásszervező nehéz pénzügyi helyzetben van, és minden kommunikációt beszüntet. 2014. július 17-én az erfurti székhelyű Aviation Travel Service (ATS) vállalat bejelentette, hogy átvette a Touropa idegenforgalmi és szolgáltatási szektorát, és a jövőben a saját ATS Blue márkaneve alatt működteti.

## Érdekességek
A márka látható egyes régi német játékfilmekben is. Megjelenik például az "Emil és a detektívek" című 1954-es filmben a német szövetségi vasút vonatain.

## Fordítás
- Ez a szócikk részben vagy egészben  a   Touropa című német Wikipédia-szócikk ezen változatának fordításán alapul.  Az eredeti cikk szerkesztőit annak laptörténete sorolja fel. Ez a jelzés csupán a megfogalmazás eredetét és a szerzői jogokat jelzi, nem szolgál a cikkben szereplő információk forrásmegjelöléseként.